# أوترادناي (مقاطعة سمارا)
اوترادناي، سمارا أوبلاست (الروسية: Отрадный) هي إحدى مدن روسيا في الكيان الفدرالي الروسي سمارا أوبلاست.

## توأمة
لأوترادناي (سمارا أوبلاست) اتفاقيات توأمة مع:
- باتشكا بالانكا